# Troy Sanders
Troy Jayson Sanders (Atlanta, 1973. szeptember 8. –) amerikai zenész, énekes, dalszerző. Legismertebb az atlantai Mastodon  heavy metal együttes  basszusgitárosaként  és énekeseként.

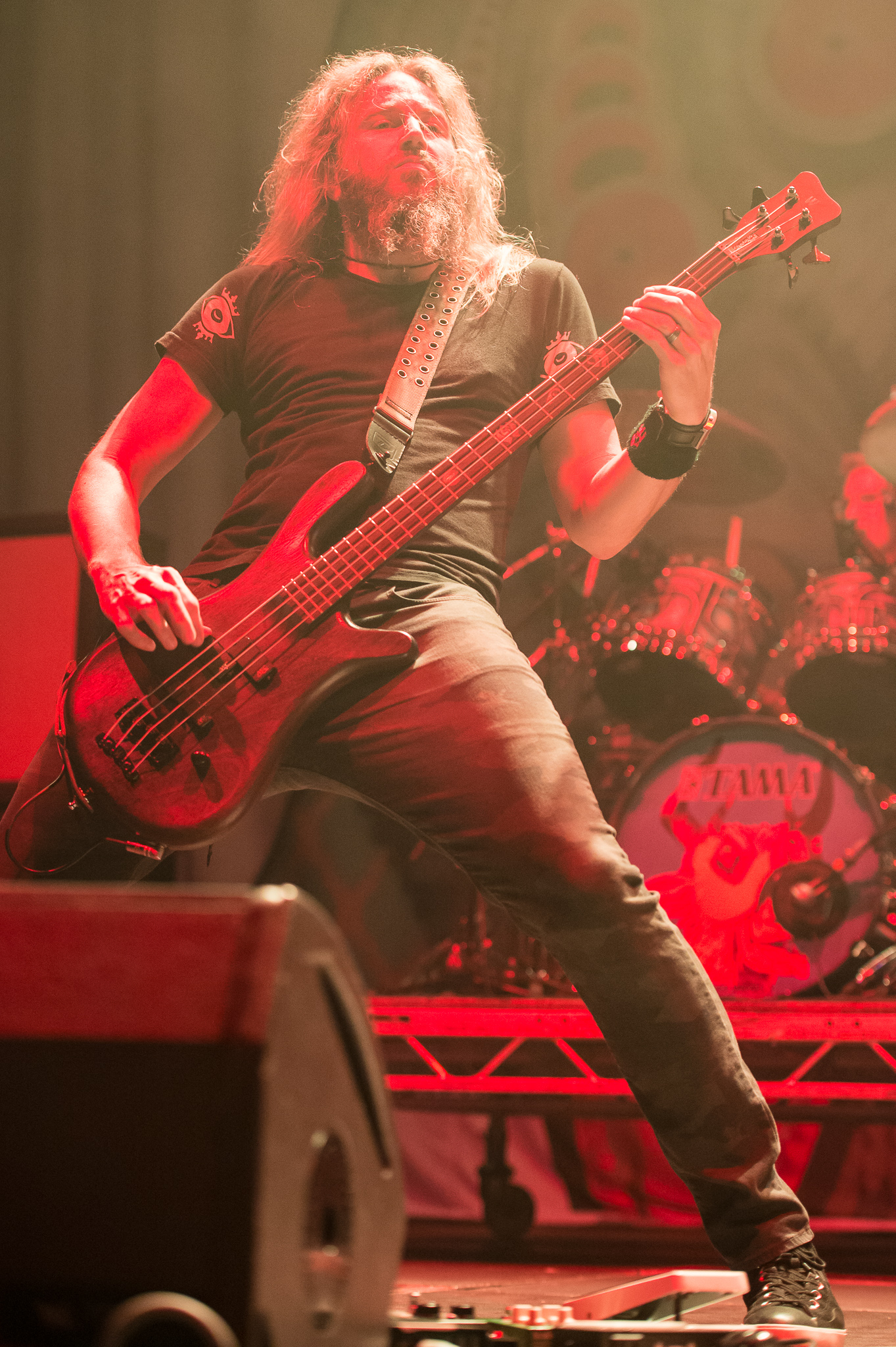
Troy Sanders 2014-ben

## Diszkográfia

### Social Infestation
- 1996: Social Infestation
- 1998: Redemption Is Only Skin Deep… It’s Time to Cut Deeper
- 2000: Lasciate Ogni Speranza

### Mastodon
Albumok
- Lifesblood (EP, 2001)
- Remission (2002)
- Leviathan (2004)
- Call of the Mastodon (2006) – demóválogatás
- Blood Mountain (2006)
- Crack the Skye (2009)
- Jonah Hex: Revenge Gets Ugly (EP, 2010) – filmzene
- Live at the Aragon (2011) – koncertalbum
- The Hunter (2011)
- Once More ’Round the Sun (2014)

Videók
- The Workhorse Chronicles (2006)
- Live at the Aragon (2011)

### Killer Be Killed
- Killer Be Killed (2014)

### Gone Is Gone
- Gone Is Gone (2016)
- Echolocation (2017)

### Vendégszereplései
- 2006: Dozer: „Until Man Exists No More“ a Through the Eyes of Heathens albumon
- 2006: Yakuza: „Back to the Mountain“ a Samsara albumon
- 2015: Metal Allegiance: „Let Darkness Fall“ a Metal Allegiance albumon